# Presijan
Presijan (bolgarsko Пресиян, Персиян ali Пресиан, Presijan, Persijan ali Presian) je bil bolgarski kan, ki je vladal od leta 836 do 852 med intenzivnim širjenjem Prvega bolgarskega cesarstva v Makedonijo, * ni znano, † 852.

## Poreklo
Bizantinski viri kažejo, da je bil Presijan sin Omurtagovega sina Zvinice (Zbēnitzēs). V starejših sodobnih virih se je pogosto istovetil s svojim predhodnikom Malamirjem, ki naj bi živel do 850. let in bil neposreden predhodnik Borisa I.. To je zelo malo verjetno, saj je Malamirja dokazano nasledil njegov nečak, sin brata Zvinice, medtem ko je bil predhodnik Borisa I. njegov oče Presijan. Zlatarski je iz razdrobljenih virov ugotovil, da je neimenovani Malamirjev nečak in naslednik v resnici Presijan, Boris pa Presijanov sin.

### Džagfar tarihi
Džagfar tarihi (Zgodovina Džagfarja), sporno besedilo v ruskem jeziku, ki naj bi bilo delen prevod zgodnjih zgodovinskih gradiv o Bolgarih, Hazarih in drugih evrazijskih nomadskih ljudstvih, ki so jih v 17. stoletju zbrali Volški Bolgari, omenja Birdžihana  (Presijana) kot sina Sabanaša  (Zvinice), kar bi lahko pomagalo razložiti sicer

## Konflikt s Srbijo in Bizantinskim cesarstvom
Presijan je bil po prevzemu oblasti verjetno mlad in neizkušen, zato je državne zadeve vodil minister (kavhan) Isbul, tako kot pod Presijanovim stricem Malamirjem. Kmalu po prihodu na prestol so se Slovani v okolici Soluna leta 837 uprli bizantinski oblasti. Cesar Teofil je za pomoč za zatiranje upora zaprosil Bolgare, hkrati pa je s svojim ladjevjem zaplul skozi delto Donave in evakuiral nekaj bizantinskih ujetnikov, ki sta jih tja naselila kana  Krum in Omurtag. Isbul se mu je maščeval z vojnim pohodom ob egejski obali Trakije in Makedonije in zasedbo mesta Filipi, kjer je v lokalni cerkvi postavil več ohranjenih spominskih napisov. Po Isbulovem pohodu so Bolgari vzpostavili oblast nad lokalnim slovanskim plemenom Smoljani.
Presijanovo vladanje sovpada s širjenjem bolgarske oblasti nad slovanskimi plemeni v Makedoniji in okoli nje. Znano je, da so Srbi in Bolgari v zadnjih letih Teofilovega vladanja živeli v miru do bolgarske invazije leta 839. Srbski knez Vlastimir je združil več srbskih plemen in od cesarja Teofila dobil priznanje neodvisnosti pod njegovo nadoblastjo. Bolgarska priključitev zahodne Makedonije je spremenila politično sliko regije.
Presijanov napad na srbsko ozemlje leta 839 je sprožil tri leta trajajočo vojno, v kateri je zmagal Vlastimir. Vzrok zanjo bi lahko bil strah Bolgarov pred srbsko krepitvijo oblasti ali bizantinsko preusmerjanje pozornosti, da bi lahko bili kos slovanskemu uporu na Peloponezu. Zaradi taktične prednosti Srbov na hribovitem terenu Presijan ni osvojil nobenega ozemlja. Doživel je težak poraz in izgubil veliko svojih mož. Vojna se je končala s Teofilovo smrtjo, s katero so prenehale Vlastimirjeve obveznosti do Bizantinskega cesarstva.
Presijana je po smrti leta 852 nasledil njegov sin Boris I..

## Zanimivost
Po Presijanu se imenuje Presian Ridge na Livingstonovem otoko v Južnih šetlandskih otokih na Antarktiki.

### Primarna vira
- Bahši Iman. Džagfar Tarihy, vol. III. Orenburg 1997.
- Konstantin VII. Porfirogenet. De Administrando Imperio. Dumbarton Oaks Center for Byzantine Studies, Washington D. C., 1993.

### Sodobni viri
- Jordan Andreev, Ivan Lazarov, Plamen Pavlov. Koj koj e v srednovekovna Bălgarija, Sofia 1999.
- Vasil Zlatarski. Istorija na bălgarskata dăržava, 1:1, Sofia, 1918.
- Bury, J. B. (2008). History of the Eastern Empire from the Fall of Irene to the Accession of Basil: A.D. 802-867. ISBN 1-60520-421-8.
- Fine, John Van Antwerp (1991). The Early Medieval Balkans: A Critical Survey from the Sixth to the Late Twelfth Century. Ann Arbor : University of Michigan Press. COBISS 63710976. ISBN 0-472-08149-7.
- Runciman, Steven (1930). A history of the First Bulgarian Empire. London: G. Bell & Sons.

| Presijan Klan Krum ali DuloRojen: ni znano Umrl: 852 |                       |                     |
| Vladarski nazivi                                     |                       |                     |
| Predhodnik: Malamir                                  | Bolgarski kan 836–852 | Naslednik: Boris I. |